# Rain (groupe)
Pour les articles homonymes, voir Rain.
Rain est un groupe américain de post-hardcore, originaire de Washington, actif entre 1986 et 1991.

## Histoire
Le groupe est né dans le sillage ou à la suite de l'évolution du Washington, D.C. hardcore, connue sous le nom de Revolution Summer, qui voit surtout naître des groupes de post-hardcore et de proto-emo comme Embrace, Rites of Spring, Fire Party et d'autres. Le groupe est l'un des principaux groupes de la deuxième vague du Revolution Summer.
Ainsi, les membres du groupe, en particulier Bert Queiroz, qui avait déjà joué avec les Untouchables et Youth Brigade, faisaient déjà partie de la scène punk hardcore de la capitale.
Après avoir donné quelques concerts dans la région de Washington et aux États-Unis, le groupe enregistre quelques chansons en 1986 et 1987, dont Worlds at War est publié en 1989 sur le sampler Dischord State of Union. En 1990, un EP intitulé La Vache qui rit est ensuite publié - le seul disque régulier du groupe,. C'est également à cette époque que le groupe se sépare définitivement. Eli Janney et Scott McCloud jouent ensuite dans Girls Against Boys, Bert Queiroz joue dans Manifesto et Thunderball, Joh Kirschten dans Special K et Las Mardidas.
Plus tard, La Vache qui rit est réédité en 2007.

## Style musical
Le son du groupe est typique du post-hardcore et de l'emo qui ont vu le jour au milieu des années 1980 dans le Washington hardcore. Le groupe est plus proche de Rites of Spring ou de Dag Nasty que des plus calmes Fugazi, en raison de leur son encore plus punk hardcore.

Dans un texte, le groupe est décrit comme suit : 

« Rain est beaucoup plus rugueux et hardcore que la plupart des nouveaux groupes de DC, on se sent proche de la phase Dischord du milieu des années '80 (par exemple du premier LP de Dag Nasty). Malgré tout, la musique n'est pas simple ou banale, toutes les chansons sont structurées avec plus ou moins de génie, et les mélodies sont parfois de véritables vers d'oreille »

## Discographie

### Albums
- 1986 : Demo Recording
- 1990 : La Vache qui rit (Peterbilt Records)

### Apparitions
- State of Union (Dischord Records)